# Långsjön (Floda socken, Södermanland, 655639-152362)
Långsjön är en sjö i Katrineholms kommun i Södermanland och ingår i Nyköpingsåns huvudavrinningsområde. Sjön har en area på 0,241 kvadratkilometer och ligger 68,3 meter över havet. Sjön avvattnas av vattendraget Ramstaån (Flodaån).

## Delavrinningsområde
Långsjön ingår i det delavrinningsområde (655647-152357) som SMHI kallar för Utloppet av Långsjön. Medelhöjden är 79 meter över havet och ytan är 3,8 kvadratkilometer. Det finns inga avrinningsområden uppströms utan avrinningsområdet är högsta punkten. Ramstaån (Flodaån) som avvattnar avrinningsområdet har biflödesordning 4, vilket innebär att vattnet flödar genom totalt 4 vattendrag innan det når havet efter 85 kilometer. Avrinningsområdet består mestadels av skog (87 procent). Avrinningsområdet har 0,24 kvadratkilometer vattenytor vilket ger det en sjöprocent på 6,3 procent.